# Pericyma detersa
Pericyma detersa là một loài bướm đêm trong họ Erebidae.